# Oh My Girl
Oh My Girl (koreanisch 오마이걸, stilisierte Schreibweise OH! MY GIRL oder OMG) ist eine südkoreanische Girlgroup der dritten K-Pop-Generation, die 2015 von WM Entertainment gegründet wurde. Ursprünglich eine achtköpfige Gruppe, verließen JinE im Oktober 2017 und Jiho im Mai 2022 die Gruppe. Oh My Girl besteht aus sechs Mitgliedern: Hyojung, Mimi, YooA, Seunghee, Yubin und Arin. Die Girlgroup debütierte am 20. April 2015 mit dem Mini-Album Oh My Girl. Der offizielle Fanclub-Name lautet Miracle.

## Geschichte

### 2015: Debüt mitOh My Girl

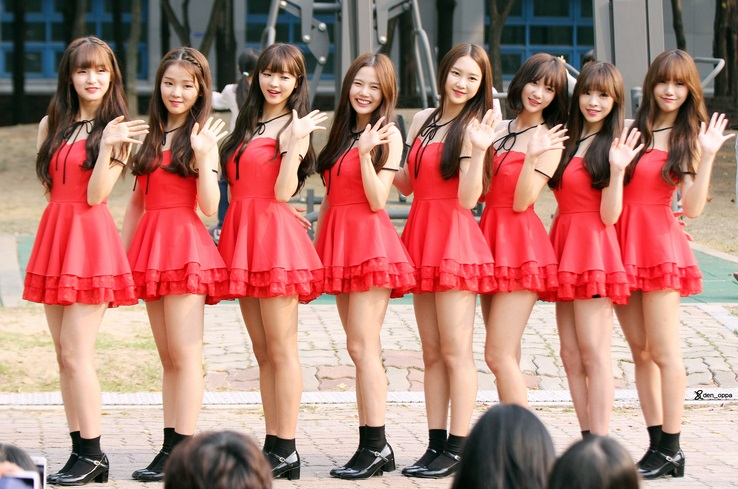
Oh My Girl beim SBS-Inkigayo-Fantreffen am 18. Oktober 2015
L-R: Arin, Seunghee, YooA, Hyojung, Jiho, Yubin, JinE, Mimi

WM Entertainment veröffentlichte auf ihrem YouTube-Kanal ab dem 26. März 2015 täglich einen Teaser mit den Namen der Mitglieder, ohne den Namen ihrer neuen Girlgroup zu nennen. Im fünften und letzten Teaser gab WM Entertainment am 30. März 2015 bekannt, dass der Name der neuen Girlgroup „Oh My Girl“ lautet.
Am 20. April 2015 debütierte Oh My Girl offiziell mit dem Mini-Album Oh My Girl und der Single Cupid. Das Musikvideo Cupid erschien am gleichen Tag auf YouTube. Einen Tag später trat sie zum ersten Mal öffentlich in der Musikshow „The Show“ auf.
Am 8. Oktober veröffentlichte die Gruppe ihr zweites Mini-Album Closer zusammen mit der gleichnamigen Single und dem zugehörigen Musikvideo.
Am 9. Dezember wurde Oh My Girl bei der Einreise in die USA abgewiesen, weil die Verantwortlichen der US-Einreisebehörde die Mädchen für Prostituierte hielten. Die Gruppe wollte an einer Veranstaltung in Los Angeles teilnehmen und ein Fotoshooting für das neue Album abhalten. Die Behörde hielt die große Menge an Gepäck und das Alter der Mädchen für Hinweise, dass sie in den Vereinigten Staaten als Prostituierte arbeiten sollten. Außerdem wurde bemängelt, dass sie mit den falschen Visa einreisen wollten. Nach 15 Stunden flog die Gruppe wieder zurück nach Südkorea.

### 2016:Pink Ocean, Listen to My Word,Summer Fairy Tales und JinE’s Auszeit

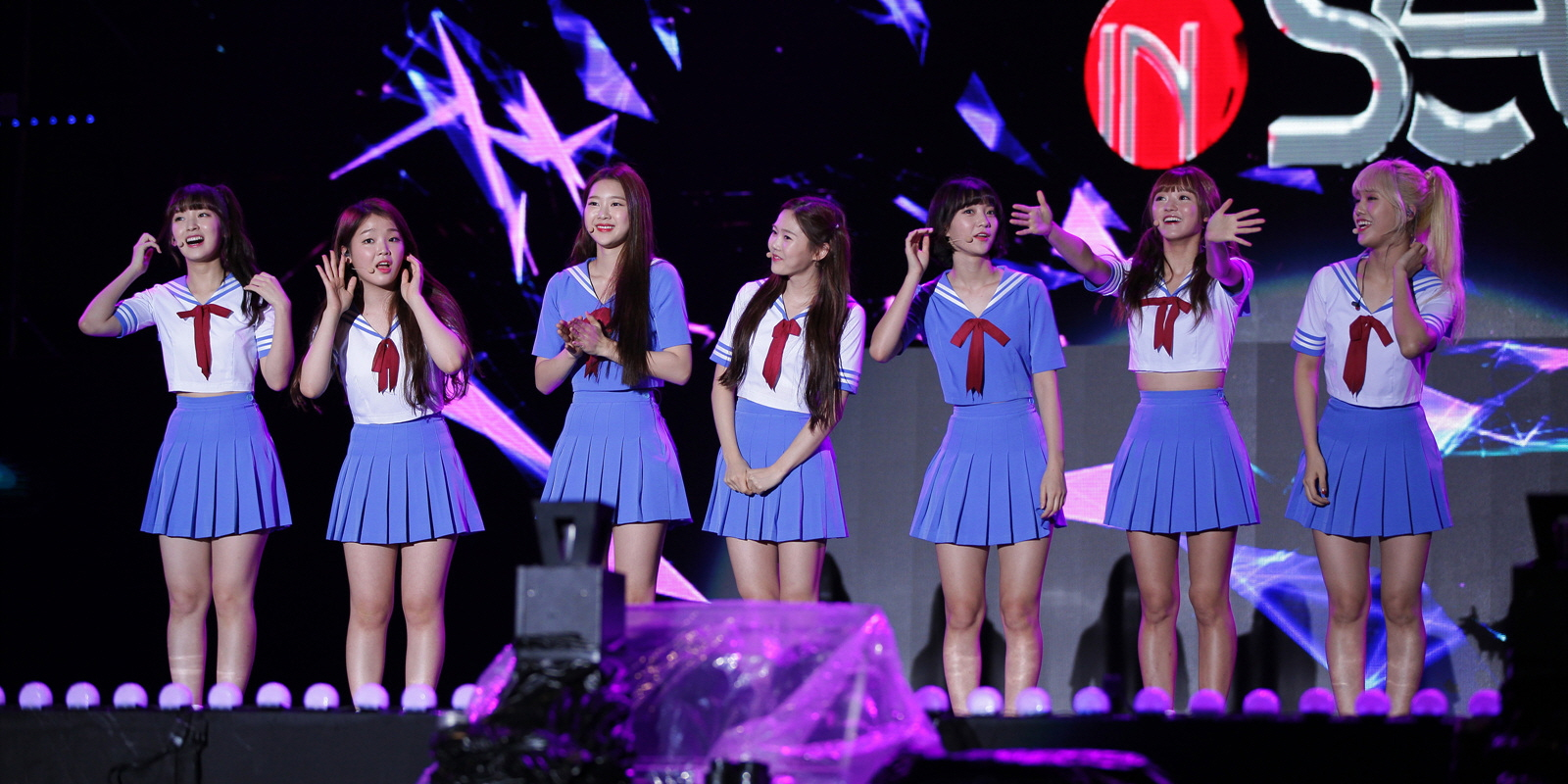
Oh My Girl im Oktober 2016
L-R: Arin, Seunghee, Jiho, Hyojung, Yubin, YooA, Mimi

Am 21. März 2016 erschien Step by Step (한 발짝 두 발짝) als Vorab-Single zum neuen Mini-Album. Das dritte Mini-Album Pink Ocean mit Step by Step und dem Titelsong Liar Liar wurde am 28. März veröffentlicht, ebenso das Musikvideo Liar Liar. Am selben Tag gab Oh My Girl beim Comeback Stage den offiziellen Fanclub-Namen „Miracle“ bekannt.
Das neue Album stellte die Gruppe bei Guerilla-Konzerten am 2. April in Hongdae und 10. April in Sinchon vor.
Am 26. Mai erschien Pink Ocean als Neuauflage unter dem Namen Windy Day. Das Mini-Album enthält zusätzlich die zwei neuen Titel Windy Day und Stupid in Love. Windy Day wurde auch als Musikvideo veröffentlicht.
Am 15. Juli gab WM Entertainment bekannt, dass Oh My Girl ein spezielles Sommeralbum veröffentlichen würde. Am 1. August erschien Listen To My Word, das erste Single-Album der Gruppe. Auf dem Album befinden sich vier Cover-Versionen von klassischen K-Pop Liedern, die neu arrangiert wurden. Außerdem enthalten alle vier Titel von Mimi geschriebene Raps. Der Song Listen To My Word (A-ing) erschien als Musikvideo auf YouTube. Listen To My Word wurde das erste Nummer-eins-Album von Oh My Girl.
Am 20. und 21. August gab die Gruppe in der Blue Square Samsung Card Hall in Seoul ihre ersten zweistündigen Live-Konzerte mit dem Titel „Summer Fairy Tales“. Die Tickets waren am 22. Juli innerhalb von drei Minuten ausverkauft, was neuen Rekord für das am schnellsten ausverkaufte Konzert einer Newcomer-Gruppe bedeutete.
Am 25. August gab WM Entertainment bekannt, dass JinE vorerst nicht an weiteren Aktivitäten der Gruppe teilnehmen werde. JinE litt schon seit ihrem Debüt unter einer Essstörung, die sich zu einer Magersucht ausgeweitet hatte. Da sich ihr gesundheitlicher Zustand nicht verbesserte hatte man sich darauf geeinigt, dass sie eine Pause macht, um besser behandelt werden zu können.

### 2017:Coloring Bookund JinE’s Ausstieg
WM Entertainment gab am 13. März 2017 bekannt, dass sich JinE’s Gesundheitszustand seit dem letzten Jahr verbessert habe. Damit ihre Behandlung fortgesetzt werden kann, würde JinE nicht an den Aktivitäten zum neuen Album teilnehmen.
Am 3. April erschien das vierte Mini-Album Coloring Book mit dem gleichnamigen Titelsong und dem zugehörigen Musikvideo. Während der Comeback Stage teilte Oh My Girl mit, dass der rosa Delphin im offiziellen Musikvideo Coloring Book eine Hommage an JinE ist (Der Delphin erscheint im Musikvideo zu den Minutenzeiten 1:35, 2:46 und 3:00).
Am 30. Oktober gab WM Entertainment bekannt, dass durch die anhaltenden gesundheitlichen Probleme JinE’s Vertrag gekündigt wurde und sie die Gruppe verlassen habe.

### 2018:Secret Garden,Oh My Girl's Secret Garden, Oh My Girl Banhana, Oh My Girl 1st Fan Concert in Asia,Remember Meund Fall Fairy Tales

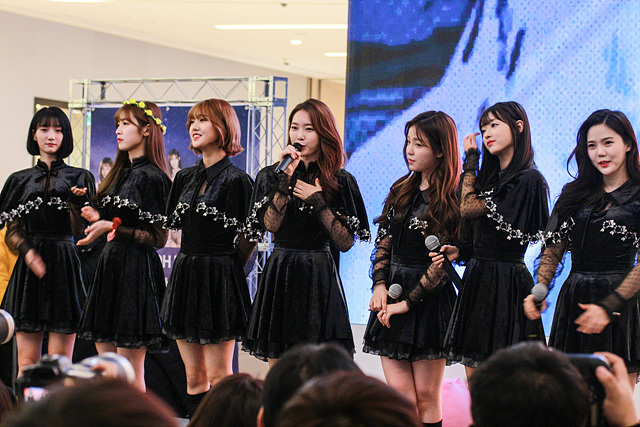
Oh My Girl im Januar 2018
L-R: Yubin, Arin, Mimi, Jiho, Seunghee, YooA, Hyojung

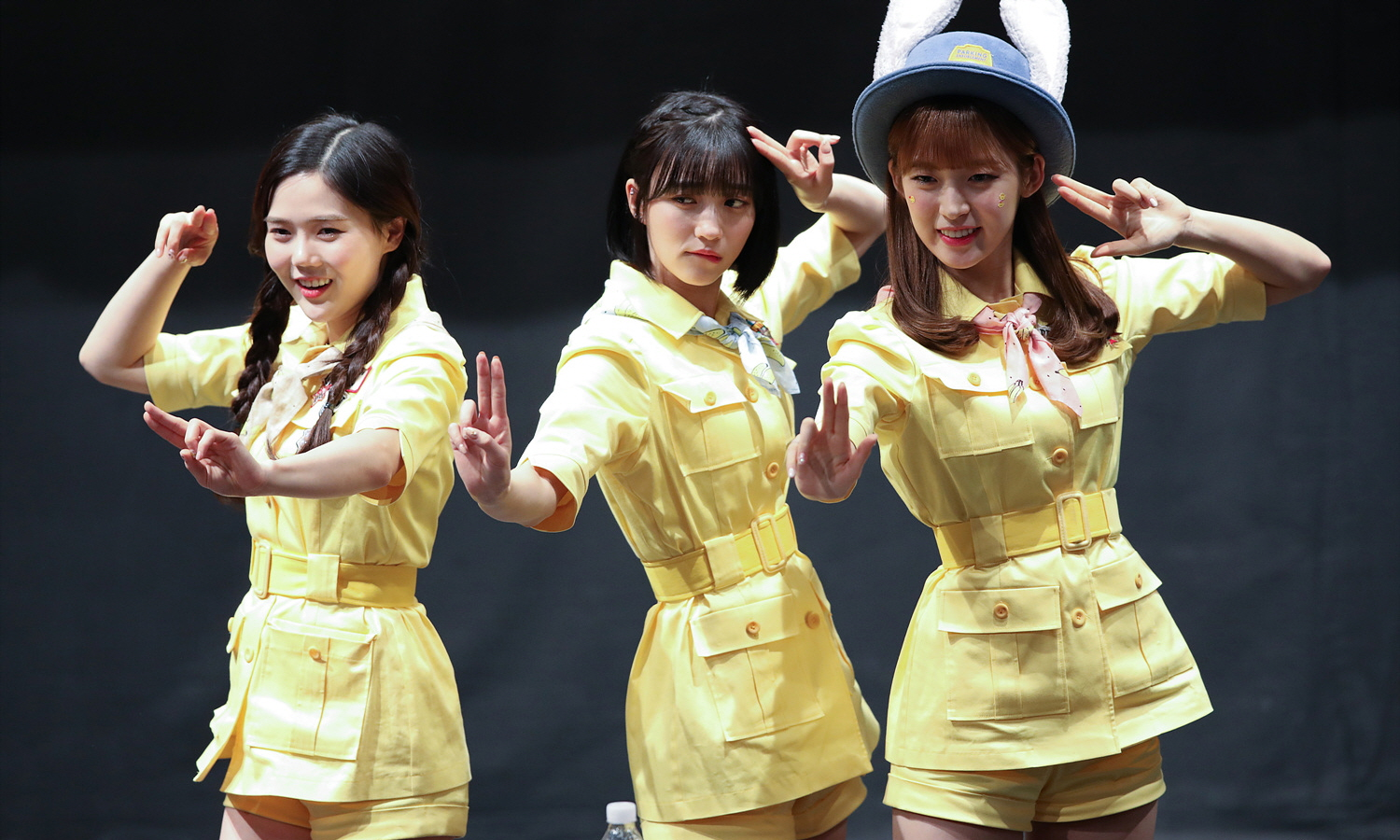
Oh My Girl Banhana im April 2018
L-R: Hyojung, Yubin, Arin

Ende 2017 bereitete die Gruppe ihr neues Album Secret Garden vor. In einem späteren Interview erklärte Seunghee, dass den Mitgliedern mitgeteilt wurde, dass sich die Gruppe auflösen müsste, wenn sie mit dem neuen Album keinen Erfolg hätte.
Am 9. Januar 2018 erschien das fünfte Mini-Album Secret Garden zusammen mit der gleichnamigen Single und dem Musikvideo. Die Gruppe gab an sechs Tagen ein Minikonzert mit dem Titel „Oh My Girl’s Secret Garden“. Tickets kamen am 28. Dezember in den Verkauf, die insgesamt 3.000 Tickets waren innerhalb von zwei Minuten ausverkauft. Die Konzerte fanden zwischen dem 22. Januar und 26. Februar in der Shinsegae Mesa Hall in Seoul statt.
Am 23. Januar siegte die Gruppe mit Secret Garden erstmals bei „The Show“ und erneut am 24. Januar bei „Show Champion“.
Am 2. April erschien das Mini-Album Banana Allergy Monkey (바나나 알러지 원숭이) zusammen mit der gleichnamigen Single und dem zugehörigen Musikvideo. Das Album ist die erste Veröffentlichung der Untergruppe Oh My Girl Banhana (koreanisch 오마이걸 반하나), bestehend aus Hyojung, Yubin und Arin.
Die ersten Konzerte außerhalb Koreas mit dem Titel „Oh My Girl 1st Fan Concert in Asia“ spielte Oh My Girl am 5. Mai im Resorts World Theatre in Singapur, am 26. Mai im Music Zone@E-Max in Hongkong und am 2. Juni im Westar Taipei in Taipeh.
Am 11. Juni gab WM Entertainment bekannt, dass Oh My Girl Banhana sich auf ihr Debüt in Japan vorbereiten würde. Mit der japanischen Version des Mini-Albums Banana Allergy Monkey (バナナが食べれないサル) debütierte Oh My Girl Banhana am 29. August.
Am 10. September veröffentlichte Oh My Girl das sechste Mini-Album Remember Me zusammen mit der gleichnamigen Single. Zeitgleich erschien das Musikvideo Remember Me auf YouTube.
Am 20. und 21. Oktober gab die Gruppe ihr Konzert „Fall Fairy Tales“ in der Blue Square iMarket Hall in Seoul.
Aus der HELLO! WM-Reihe veröffentlichte WM Entertainment am 10. Dezember die digitale Single Timing auf Musikplattformen und als Musikvideo auf YouTube. Bei diesem Titel handelt es sich um einen gemeinschaftlichen Song der Gruppen Oh My Girl, B1A4 und ONF. Der Songtext wurde von Mimi und Wyatt (ONF) verfasst.

### 2019: Japan Debut Memorial 1st Live Tour,Oh My Girl Japan Debut Album, Oh My Girl 1st U.S. Tour, São Paulo Fan Meeting,The Fifth Season,Oh My Girl Japan 2nd Album,Fall in Love,Queendom, Oh My Girl Zepp Live Tour [Starlight] undEternally
Am 3. Januar 2019 gab WM Entertainment bekannt, dass die Gruppe Konzerttouren in Japan, USA und Brasilien unternehmen würde.
Vom 4. bis 6. Januar gab die Gruppe ihre ersten Konzerte „Japan Debut Memorial 1st Live Tour 2019“ in Fukuoka, Osaka und Tokio. Am 9. Januar erschien das Album Oh My Girl Japan Debut Album in Japan. Es enthält japanische Versionen von einigen koreanischen Singles und schaffte es auf Platz 1 der täglichen Oricon-Album-Charts. Das Album wurde am 15. März auch in Südkorea veröffentlicht.
Die Tour „Oh My Girl 1st U.S. Tour“ begann am 18. Januar im Center Stage Theater in Atlanta, danach erfolgten Auftritte am 20. Januar im Park West Theater in Chicago, am 22. Januar im Stereo Live Houston in Houston, am 26. Januar im Fantasy Springs in Indio und am 27. Januar im Montgomery Theatre in San José. Im Anschluss ging Oh My Girl auf ihre Tournee „São Paulo Fan Meeting“ durch Brasilien. Die Auftritte fanden am 29. Januar im Teatro Dercy Gonçalves in Rio de Janeiro, am 30. Januar im Auditório Elizabeth Lee in Porto Alegre, am 31. Januar im Teatro da FEP in Curitiba sowie am 2. Februar im Tropical Butantã und 3. Februar im Teatro UMC in São Paulo statt.
Oh My Girl veröffentlichte am 8. Mai ihr erstes Studioalbum mit dem Namen The Fifth Season mit dem Titelsong The Fifth Season (SSFWL) (koreanisch 다섯 번째 계절 (SSFWL)) und das gleichnamige Musikvideo.
Einen Monat später, am 3. Juli, veröffentlichte die Gruppe mit Oh My Girl Japan 2nd Album ihr zweites Album in Japan.
Am 5. August wurde das Album The Fifth Season unter dem Namen Fall in Love erneut veröffentlicht, erweitert um den neuen Titelsong Bungee (Fall in Love) und Tropical Love. Der neue Titelsong wurde auch als Musikvideo BUNGEE (Fall in Love) veröffentlicht.
Queendom (koreanisch 퀸덤) ist ein Reality-Wettbewerb, der als Fernsehserie auf Mnet ausgestrahlt wird. Am 26. August wurde veröffentlicht, dass die Girlgroup daran teilnehmen würde. In der ersten Runde führte Oh My Girl Secret Garden mit neuer Choreografie auf und belegte den dritten Platz. In der zweiten Runde coverte die Gruppe Destiny (My Earth) von Lovelyz und belegte den ersten Platz. Diese Coverversion wurde am 20. September als Single veröffentlicht. In der dritten Runde führten sie eine musikalische sowie choreografische Neufassung ihres Songs Twilight auf und belegten damit erneut den ersten Platz. Dieser Remix wurde auch als Single veröffentlicht. Am 25. Oktober veröffentlichte die Gruppe vorab ihren neuen Song Guerilla. Beim „Queendom Final Comeback“ am 31. Oktober wurde Guerilla erstmals aufgeführt.
Die zweite Japan-Tournee „Oh My Girl Zepp Live Tour [Starlight]“ begann am 24. Oktober im Zepp Osaka Bayside in Osaka, ging am 25. Oktober im Zepp Fukuoka in Fukuoka weiter und endete am 27. Oktober im Zepp Tokyo in Tokio. Jiho nahm an dieser Tour krankheitsbedingt nicht teil.
Am 30. Oktober wurde vorab die japanische Version von Bungee für das neue japanische Album Eternally veröffentlicht. Am 25. Dezember erschien das dritte japanische Album Eternally weltweit digital auf Musikplattformen. In Japan enthält das digitale Album acht Songs, darunter die koreanischen Sprachversionen für Bungee (Fall in Love), den beim „Queendom Final Comeback“ vorgestellten Song Guerilla und Love O’Clock. Außerhalb Japans enthält diese digitale Veröffentlichung nur die ersten fünf Titel des Albums.

### 2020: Oh My Girl Zepp Live Tour [Starlight Again],Eternally, Jiho’s Auszeit undNonstop
Die dritte Japan-Tournee „Oh My Girl Zepp Live Tour [Starlight Again]“ der Gruppe fand am 4. Januar 2020 im Zepp Namba in Osaka und am 5. Januar im Toyosu PIT in Tokio statt. Auch an dieser Tour nahm Jiho nicht teil.
Am 8. Januar wurde Eternally in Japan als CD in 3 Varianten veröffentlicht.
Am 13. Januar veröffentlichte WM Entertainment die Mitteilung, dass Jiho bereits seit dem zweiten Halbjahr 2019 wegen häufiger gesundheitlicher Probleme und psychischer Angstzustände in Behandlung ist. Bedingt durch die anhaltenden Angstzustände wurde beschlossen, dass Jiho eine Pause einlegt, um ihre Gesundheit zu fördern.
Am 13. April teilte WM Entertainment mit, dass Jiho aus ihrer Pause zurückkehren würde. Das siebte Mini-Album Nonstop und das Musikvideo Nonstop wurden am 27. April veröffentlicht. Die Songs Nonstop und Dolphin erreichten mit dem zweiten und neunten bzw. 13. und 22. Platz die höchsten Chart-Platzierungen der wöchentlichen bzw. jährlichen Gaon Digital Charts.
Am 22. Mai wurde Eternally auch in Südkorea veröffentlicht.
WM Entertainment veröffentlichte am 4. September aus der HELLO! WM-Reihe die digitale Single 너와 나의 시대 (OURS) auf Musikplattformen und als Musikvideo auf YouTube. Bei diesem Titel handelt es sich um einen gemeinschaftlichen Song der Gruppen Oh My Girl, B1A4 und ONF.
Am 25. Oktober veröffentlichte die Gruppe ihre erste japanische Single Etoile / Nonstop Japanese ver. Am 15. Oktober wurde die koreanische Version des Songs Etoile digital auf Musikplattformen veröffentlicht.

### 2021:Dear OhMyGirl

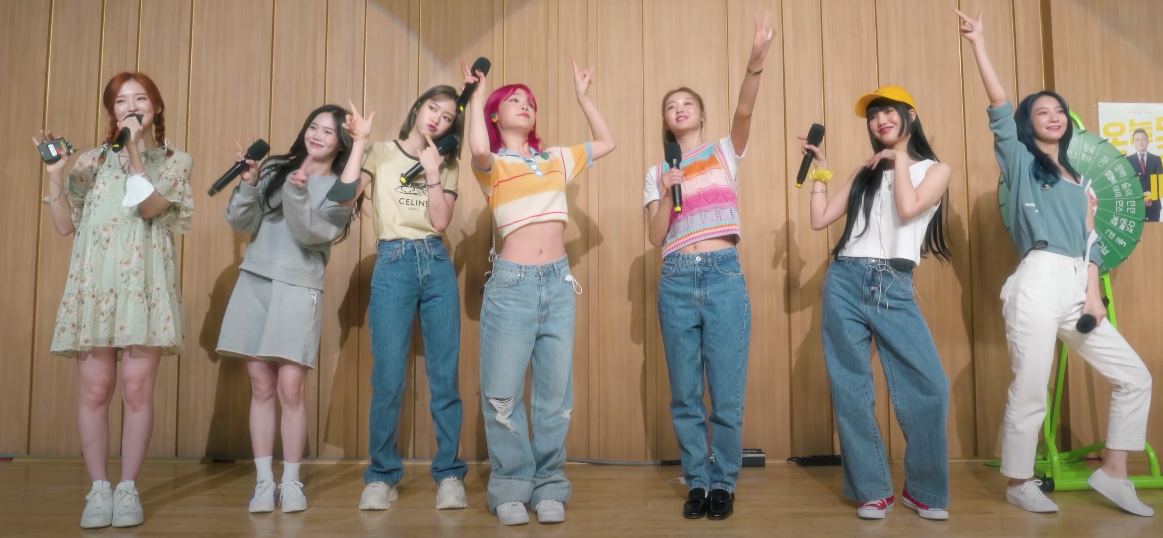
Oh My Girl im Mai 2021
L-R: Arin, Hyojung, Jiho, Seunghee, YooA, Mimi, Yubin

Am 10. Mai 2021 wurde das achte Mini-Album Dear OhMyGirl gemeinsam mit dem Titelsong Dun Dun Dance und dem gleichnamigen Musikvideo veröffentlicht. Die Single wurde zum ersten Chartstürmer der Gruppe und erreichte in Woche 21 den ersten Platz der Gaon Digital Charts.
Am 13. Mai teilte WM Entertainment mit, dass Jiho vorübergehend eine Pause einlegen werde, da sie eine Stufe auf der Treppe verpasst habe und anschließend zur Untersuchung und Behandlung ins Krankenhaus gebracht wurde. Sie würde in der laufenden Woche keine Aktivitäten unternehmen, um sich auszuruhen.
Am 22. September veröffentlichte Oh My Girl ihre zweite japanische Single Dun Dun Dance Japanese ver. Am 23. Dezember veröffentlichte Oh My Girl die Single Shark über Universe Music.

### 2022:Real Love,Oh My Girl Bestund Jiho’s Ausstieg
Am 19. Januar 2022 gab WM Entertainment bekannt, dass Bae Yu-bin ihren bisherigen Künstlernamen Binnie zur direkten Verwendung ihres echten Vornamens in Yubin ändert.
Am 28. März erschien das zweite koreanische Studioalbum Real Love mit dem gleichnamigen Titelsong und Musikvideo.
Am 30. März veröffentlichte Oh My Girl ihr japanisches Compilation-Album Oh My Girl Best in vier Versionen: Limitierte Erstauflage A, Limitierte Erstauflage B, Reguläre Ausgabe und Fanclub-Ausgabe.
Am 9. Mai wurden die Verträge zwischen WM Entertainment und den Oh My Girl Mitgliedern Hyojung, Mimi, YooA, Seunghee, Yubin und Arin erneuert. Jiho verlängerte ihren Vertrag mit WM Entertainment nicht und verließ die Gruppe und WM Entertainment. Oh My Girl wurde in eine Girlgroup mit sechs Mitgliedern umorganisiert.
Am 4. August trat Oh My Girl der globalen Fan-Kommunikationsplattform Weverse bei.

### 2023:Miracle, Golden Hourglassund Oh My Land
Am 22. April 2023 veröffentlichte Oh My Girl die digitale Single Miracle gemeinsam mit dem Musikvideo Miracle. Miracle erschien aus Anlass des achten Debütjubiläums der Gruppe und versteht sich als Dank der Mitglieder an ihre Fans. Erstmalig waren alle sechs Mitglieder die Verfasser des Songtextes.
WM Entertainment gab am 29. Juni bekannt, dass Ende Juli ein neues Album von Oh My Girl erscheinen würde. Am 24. Juli wurde ihr neuntes Mini-Album Golden Hourglass mit dem Titelsong Summer Comes und dem gleichnamigen Musikvideo veröffentlicht.
Eine Woche später, am 1. August, siegte die Gruppe mit Summer Comes bei „The Show“.
Am 20. und 25. Oktober gab WM Entertainment auf Weverse bekannt, dass die Gruppe ein Konzert für Miracle-Mitglieder veranstalten würde. Das zweiteilige Konzert „Oh My Land“ fand am 25. November in der KBS Arena in Yeouido/Seoul statt. Tickets für den parallel zum Konzert stattfindenden Livestream waren beim ausführenden Streamingdienst FLNK (seit 14. Januar 2025 b.stage+) erhältlich. Die beiden Teile des Konzertes unterschieden sich in den Soli. In Teil 1 (14:00 Uhr) erfolgten Soloaufführungen durch Seunghee, Hyojung und Yubin, in Teil 2 (19:00 Uhr) durch YooA, Arin und Mimi.

### 2024:Oh My Land, 9. Debütjubiläum,Dreamy Resonanceund Oh My Way
Am 30. Januar 2024 teilte WM Entertainment mit, dass Oh My Girl ein Blu-ray-Album mit Live-Aufnahmen des Fankonzerts „Oh My Land“ veröffentlichen würde. Das Album mit dem Titel 2023 Oh My Girl FAN CONCERT [Oh My Land] Blu-ray erschien am 13. März als Doppel-Blu-ray mit Fotobuch und weiteren Komponenten.
Aus Anlass ihres 9. Debütjubiläums veranstaltete Oh My Girl am 21. April eine Livesendung über ihre Fan-Plattform Weverse. Gegen Ende des 2-stündigen Livestreams sagte Hyojung, dass ein weiteres Album in Vorbereitung wäre.
WM Entertainment bestätigte am 31. Juli das Comeback der Gruppe im August und veröffentlichte am 12. August auf ihrem YouTube-Kanal ein Animationsvideo als Teaser für das neue Album von Oh My Girl.
Das neue Album wurde mit einer umfangreichen Kampagne beworben. Der Zeitplan für das Album wurde von WM Entertainment am 13. August veröffentlicht. Am 14. August erschien auf den Instagram-Kanälen von WM Entertainment und Oh My Girl das erste Stimmungsbild für das neue Album, gefolgt von der Titelliste am 16. August. Das erste Konzeptfoto mit dem Titel „Serenade“ wurde am 19. August, das zweite Konzeptfoto „Sonetto“ am 20. August veröffentlicht. Am 21. August erschien auf YouTube der Storyfilm zum Album. Das Highlight-Medley des neuen Albums wurde am 22. August auf YouTube veröffentlicht, der Musikvideo-Teaser Classified am 23. August. Im Marina Club & Yacht in Yeouido-dong, Seoul fand am 24. August eine Open-Air-Veranstaltung mit Oh My Girl für ihre Fans statt. Die Gruppe führte ihre Hits Nonstop, Dun Dun Dance, The Fifth Season, Secret Garden, Dolphin sowie Remember Me auf und stellte ihren neuen Song Classified vor. Die Veranstaltung wurde bei Weverse live übertragen. Am 26. August um 18:00 Uhr KST erschien das zehnte Mini-Album Dreamy Resonance mit dem Titelsong Classified und dem zugehörigen Musikvideo. Dieses Mini-Album wurde mit neuen Konzepten realisiert. Erstmalig wurden Unit-Songs kreiert: La La La La wird von Mimi und Seunghee, Sway (You & I) von Arin und Yubin sowie Love Me Like You Do von Hyojung und YooA gesungen. Mitglieder der Gruppe wurden in die Gestaltung der Texte einbezogen: Hyojung schrieb den Text für den Unit-Song Love Me Like You Do, Mimi war Haupt-Texterin für La La La La und Co-Texterin bei Classified und Start Up. In der Baekam Art Hall in Seoul veranstaltete Oh My Girl am 26. August um 20:00 Uhr KST ein Showcase (Fan-Show) zum neuen Album. An diesem Tag gab Oh My Girl auch mehrere Interviews zum Erscheinen von Dreamy Resonance. In einem dieser Interviews äußerte Seunghee: „… ich denke, wir sind auf halbem Weg zu unserem Ziel als Oh My Girl. … Ich habe den Wunsch, Energie weltweit zu verbreiten, beispielsweise durch eine Welttournee oder eine Konzerttour.“ Bereits am Tag der Veröffentlichung belegte das Album Platz 1 der BUGS- und Melon 100-Echtzeit-Charts sowie außerhalb Koreas Spitzenplätze der iTunes-Top-Album-Charts. Am 27. August veröffentlichte Oh My Girl aus ihrem Showcase Musikvideos mit den Songs, die von allen Mitgliedern gesungen werden: Classified, Heavenly und Start Up.
Aus Anlass des zehnten Mini-Albums erschien in der Septemberausgabe 2024 der Cosmopolitan Korea von Oh My Girl ein Interview mit Fotostrecke, sowohl in der gedruckten Ausgabe wie auch auf der Website der Cosmopolitan Korea.
Oh My Girl warb für das neue Mini-Album nach dessen Erscheinen mittels mehrerer Auftritte in Musiksendungen: am 29. August in Mnets „M Countdown“, am 30. August in „Music Bank“ von KBS2, am 1. September bei SBS „Inkigayo“ und am 3. September bei „SBS Fil“ von SBS M. Die Promotion-Tour endete am 4. September mit einem Auftritt bei „Show Champion“ von MBC M. WM Entertainment teilte am 9. September mit, dass die Mitglieder der Gruppe vorerst Soloaktivitäten ausführen würden.
Am 10. Oktober veröffentlichte die Gruppe auf ihrem YouTube-Kanal ein Video, das ihre Show „Oh My Way“ ankündigte. Die Varieté-Show erschien anlässlich ihres zehnten Debütjahres. Die sechsteilige Show wurde vom 17. Oktober bis zum 22. November wöchentlich auf YouTube vorgestellt.

### 2025:Oh My, OH MY GIRL CONCERT Milky Way, Ausstieg von YooA und Arin bei WM Entertainment undWeather Forecast
In einem Interview mit dem südkoreanischen Lifestyle-Magazin GQ Korea am 25. Februar 2025 bestätigte Arin, dass eine Veranstaltung zum 10-jährigen Jubiläum und neue Aktivitäten von Oh My Girl in Vorbereitung wären. Am 26. Februar veröffentlichte die Gruppe über ihr offizielles soziales Netzwerk ein Poster zu ihrem Solokonzert „2025 OH MY GIRL CONCERT Milky Way“, das im April aus Anlass ihres 10. Debütjubiläums stattfinden würde.
Zu ihrem bevorstehenden Konzert gaben die Mitglieder von Oh My Girl am 25. März im südkoreanischen Lifestyle-Magazin Singles ein Interview, verbunden mit einer Fotostrecke.
Am 31. März teilte WM Entertainment mit, dass anlässlich des 10-jährigen Debütjubiläums eine Sondersingle der Gruppe veröffentlicht würde. Konzeptfotos zur neuen Single wurden am 2. April veröffentlicht. Auf YouTube erschien am 7. April der Musikvideo-Teaser zur Single. Am 9. April um 18:00 Uhr KST erschien die digitale Sondersingle Oh My auf verschiedenen Musikseiten und das zugehörige Musikvideo auf YouTube. Anlässlich ihres Jubiläums in Verbindung mit der Veröffentlichung der Single veranstaltete die Girlgroup am 10. April die Livesendung „10th Anniversary [Oh My] Girl LIVE“ auf der Fan-Plattform Weverse.
Das im Februar angekündigte Konzert fand am 19. und 20. April in der Olympic Hall im Olympic Park Seoul in Songpa-gu statt. Die beiden Konzerte „2025 OH MY GIRL CONCERT Milky Way“ dauerten jeweils 3 Stunden und 30 Minuten und bestanden aus 31 Songs, einschließlich dem neu erschienenen Oh My sowie dem noch unveröffentlichten neuen Song Weather Forecast. Die Konzerte wurden vom ausführenden Streamingdienst b.stage+ als Livestream übertragen.
Am 8. Mai gab WM Entertainment bekannt, dass die Exklusivverträge mit den Mitgliedern Hyojung, Mimi, Seunghee und Yubin nach zuletzt 2022 wieder erneuert wurden. YooA und Arin verlängerten ihre Verträge nicht und verließen WM Entertainment als ihre bisherige Agentur. Beide würden jedoch als Mitglieder in der Girlgroup verbleiben und an allen zukünftigen Aktivitäten von Oh My Girl beteiligt sein.
WM Entertainment veröffentlichte im Juni auf dem YouTube-Kanal von Oh My Girl drei Ausschnitte aus dem Konzert „Milky Way“: am 10. Juni Closer, am 13. Juni Oh My und am 18. Juni Remember Me.
Am 18. Juli kündigte Oh My Girl mit einem Poster an, dass die Gruppe am 22. Juli eine Sondersingle mit dem bisher unveröffentlichten, beim Konzert „Milky Way“ erstmals vorgestellten Song Weather Forecast veröffentlichen würde. Die digitale Single Weather Forecast erschien am 22. Juli auf verschiedenen Musikseiten. Auf YouTube wurde als Musikvideo zur neuen Single der Spezialclip Weather Forecast hochgeladen.

## Mitglieder
| Bild (2016)          | Name          | Geburtsname           | Geburtstag (Alter)      | Geburtsort | Position               |
| -------------------- | ------------- | --------------------- | ----------------------- | ---------- | ---------------------- |
|                      | Hyojung 효정  | Choi Hyo-jung 최효정  | 28. Juli 1994 (30)      | Yangyang   | Team leader Lead Vocal |
|                      | Mimi 미미     | Kim Mi-hyun 김미현    | 1. Mai 1995 (30)        | Jejudo     | Rap                    |
|                      | YooA 유아     | Yoo Yeon-joo a 유연주 | 17. September 1995 (29) | Seoul      | Vocal                  |
|                      | Seunghee 승희 | Hyun Seung-hee 현승희 | 25. Januar 1996 (29)    | Chuncheon  | Lead Vocal             |
|                      | Yubin b 유빈  | Bae Yu-bin 배유빈     | 9. September 1997 (27)  | Chuncheon  | Vocal                  |
|                      | Arin 아린     | Choi Ye-won 최예원    | 18. Juni 1999 (26)      | Busan      | Vocal                  |
| Ehemalige Mitglieder |               |                       |                         |            |                        |
|                      | JinE 진이     | Shin Hye-jin 신혜진   | 22. Januar 1995 (30)    | Pohang     | Vocal                  |
|                      | Jiho 지호     | Kim Ji-ho 김지호      | 4. April 1997 (28)      | Okcheon    | Vocal                  |

### Oh My Girl Banhana
Oh My Girl Banhana (오마이걸 반하나) ist die Untergruppe von Oh My Girl. Sie besteht aus den Mitgliedern Hyojung, Yubin und Arin.

## Fanclub
Miracle (koreanisch 미라클, deutsch Wunder) ist der offizielle Name des Fanclubs von Oh My Girl. Der Name wurde auf der Pink Ocean Comeback Stage am 28. März 2016 bekannt gegeben. Bei einem Interview erklärte Seunghee, dass der Name Miracle aus ihrem Song B612 stammt. In diesem Songtext gibt es eine Stelle, in der es heißt: „Wenn du mich liebst, wäre es für mich wie ein Wunder.“ Daraus leitet sich der Name des Fanclubs her.
Am 2. August 2018 gab WM Entertainment die offiziellen Fanclub-Farben bekannt: Pantone 230c Pantone 304c Pantone 461u.
Die Mitgliedschaft im Fanclub gilt ca. ein Jahr und ist kostenpflichtig. Der Fanclub wird auf der Fan-Plattform Weverse gehostet. Der Fanclub verzeichnet einen stetigen Anstieg der Mitgliederzahlen. Am 1. Januar 2024 hatte Miracle 162.976 Mitglieder. Mit Beginn der neuen Mitgliedschaft (Miracle 5TH MEMBERSHIP) am 23. Juli 2024 hatte Miracle 191.000 Mitglieder. Am 14. November 2024 überstieg die Anzahl der Mitglieder erstmals die Marke von 200.000. Am 7. Januar 2025 hatte Miracle mehr als 210.000 Mitglieder, am 26. März 2025 waren es 219.000 Mitglieder.

## Diskografie
Studioalben

| Jahr                 | Titel Musiklabel                                                  | Höchstplatzierung, Gesamtwochen, AuszeichnungChartplatzierungen (Jahr, Titel, Musiklabel, Platzierungen, Wochen, Auszeichnungen, Anmerkungen) | Höchstplatzierung, Gesamtwochen, AuszeichnungChartplatzierungen (Jahr, Titel, Musiklabel, Platzierungen, Wochen, Auszeichnungen, Anmerkungen) | Anmerkungen                          |
| Jahr                 | Titel Musiklabel                                                  | KR | JP | Anmerkungen                          |
| -------------------- | ----------------------------------------------------------------- | --- | --- | ------------------------------------ |
| Südkoreanische Alben |                                                                   | | |                                      |
|                      |                                                                   | | |                                      |
| 2019                 | The Fifth Season WM Entertainment, Kakao M                        | KR4 (9 Wo.)KR | — | Erstveröffentlichung: 8. Mai 2019    |
| 2019                 | Fall in Love a WM Entertainment, Kakao M                          | KR5 (3 Wo.)KR | — | Erstveröffentlichung: 5. August 2019 |
| 2022                 | Real Love WM Entertainment                                        | KR5 (3 Wo.)KR | — | Erstveröffentlichung: 28. März 2022  |
| Japanische Alben     |                                                                   | | |                                      |
|                      |                                                                   | | |                                      |
| 2019                 | Oh My Girl Japan Debut Album Sony Music Labels Inc., Ariola Japan | KR54 (1 Wo.)KR | JP2 (2 Wo.)JP | Erstveröffentlichung: 9. Januar 2019 |
| 2019                 | Oh My Girl Japan 2nd Album Ariola Japan                           | KR89 (1 Wo.)KR | JP7 (2 Wo.)JP | Erstveröffentlichung: 3. Juli 2019   |
| 2020                 | Eternally Ariola Japan                                            | KR60 (2 Wo.)KR | JP4 (1 Wo.)JP | Erstveröffentlichung: 8. Januar 2020 |

## Musikvideos
| Titel                     | Veröffentlichung   |
| ------------------------- | ------------------ |
| Cupid                     | 20. April 2015     |
| Closer                    | 8. Oktober 2015    |
| Liar Liar                 | 28. März 2016      |
| Windy Day                 | 26. Mai 2016       |
| Listen to my word (A-ing) | 1. August 2016     |
| Coloring Book             | 3. April 2017      |
| Secret Garden             | 9. Januar 2018     |
| Banana allergy monkey     | 2. April 2018      |
| Remember Me               | 10. September 2018 |
| The fifth season (SSFWL)  | 8. Mai 2019        |
| Bungee                    | 5. August 2019     |
| Nonstop                   | 27. April 2020     |
| Dun Dun Dance             | 10. Mai 2021       |
| Real Love                 | 28. März 2022      |
| Miracle                   | 22. April 2023     |
| Summer Comes              | 24. Juli 2023      |
| Classified                | 26. August 2024    |
| Oh My                     | 9. April 2025      |

## Auszeichnungen

### Preisverleihungen
2015
- SBS Power FM Cultwo Show Awards – Best New Artist (Female)[165]

2018
- Korea Popular Music Awards – Bonsang Award[166]
- Soompi Awards – Best MC[165]

2019
- Brand of the Year Awards – Female Idol of the Year[167]
- Soribada Best K-Music Awards – New Korean Wave Icon Award[168]

2020
- Brand of the Year Awards – Female Idol[169]
- Dong-A’s Pick – Totally Fluttering Award[165]
- Korea First Brand Awards – Female Idol[170]
- Melon Music Awards – Top 10 Artist[171]
- Soribada Best K-Music Awards – Bonsang Award[172]

2021
- Brand Customer Loyalty Awards – Female Idol[173]
- Gaon Charts Music Awards – Artist of the Year (Digital Music - April 2020) Oh My Girl’s „Nonstop“[174]
- Golden Disc Awards – Digital Bonsang für Nonstop[175]
- Korean Popular Culture and Arts Awards – Auszeichnung vom Minister für Kultur, Sport und Tourismus[176]
- Seoul Music Awards – Bonsang[177]
- The Fact Music Awards – Artist of the Year[178]

2022
- Broadcast Advertising Festival – CF Star Award[179]
- Gaon Chart Music Awards – Hot Performance of the Year[180]
- Golden Disc Awards – Digital Song Bonsang (Dun Dun Dance)[181]
- K Global Heart Dream Awards[182]
  - K Global Heart Dream Bonsang
  - K Global Best Performance Award
- Korea First Brand Awards – Best Female Idol[183]
- Seoul Music Awards – Bonsang[184]

2025
- Hanteo Music Awards – WhosFandom Award für Miracle[185]

### Musik-Shows
Oh My Girls Siege bei Musik-Shows
| Jahr | Datum      | Titel                 |
| ---- | ---------- | --------------------- |
| 2019 | 18. August | Bungee (Fall In Love) |
| 2020 | 10. Mai    | Nonstop               |

| Jahr | Datum   | Titel                    |
| ---- | ------- | ------------------------ |
| 2019 | 16. Mai | The Fifth Season (SSFWL) |
| 2020 | 7. Mai  | Nonstop                  |
| 2020 | 14. Mai | Nonstop                  |

| Jahr | Datum   | Titel   |
| ---- | ------- | ------- |
| 2020 | 15. Mai | Nonstop |

| Jahr | Datum      | Titel                    |
| ---- | ---------- | ------------------------ |
| 2018 | 24. Januar | Secret Garden            |
| 2019 | 15. Mai    | The Fifth Season (SSFWL) |
| 2020 | 6. Mai     | Nonstop                  |
| 2021 | 26. Mai    | Dun Dun Dance            |

| Jahr | Datum  | Titel   |
| ---- | ------ | ------- |
| 2020 | 9. Mai | Nonstop |

| Jahr | Datum         | Titel                    |
| ---- | ------------- | ------------------------ |
| 2018 | 23. Januar    | Secret Garden            |
| 2018 | 18. September | Remember Me              |
| 2019 | 14. Mai       | The Fifth Season (SSFWL) |
| 2019 | 13. August    | Bungee (Fall In Love)    |
| 2020 | 5. Mai        | Nonstop                  |
| 2020 | 12. Mai       | Nonstop                  |
| 2021 | 18. Mai       | Dun Dun Dance            |
| 2021 | 25. Mai       | Dun Dun Dance            |
| 2022 | 5. April      | Real Love                |
| 2023 | 1. August     | Summer Comes             |